# 82-й Венецианский кинофестиваль
82-й Венецианский международный кинофестиваль будет проходить с 27 августа по 6 сентября 2025 года в Венеции, на острове Лидо. Жюри по рекомендации директора фестиваля Альберто Барберы возглавит американский режиссёр Александр Пэйн, «Золотого льва» за вклад в кинематограф получит германский режиссёр Вернер Херцог.
Фильмом открытия фестиваля станет «Благодать» Паоло Соррентино.

## Жюри

### Основной конкурс
- Александр Пэйн, режиссёр (США) — председатель
- Стефан Бризе, режиссёр (Франция)
- Маура Дельперо, режиссёр (Италия)
- Кристиан Мунджиу, режиссёр (Румыния)
- Мохаммад Расулоф, режиссёр (Иран)
- Фернанда Торрес, актриса и сценаристка (Бразилия)
- Чжао Тао, актриса (Китай)

### Программа «Горизонты»
- Жюлия Дюкурно, режиссёр и сценаристка (Франция) — председатель

### Премия Луиджи де Лаурентиса за дебютный фильм
- Шарлотта Уэллс, режиссёр и сценаристка (Шотландия) — председатель

## Официальные награды

#### Основной конкурс
- Золотой лев —
- Премия Большого жюри —
- Серебряный лев за режиссуру —
- Специальный приз жюри —
- Кубок Вольпи за лучшую мужскую роль —
- Кубок Вольпи за лучшую женскую роль —
- Приз за лучший сценарий —
- Премия Марчелло Мастроянни —

#### Почётный Золотой левза вклад в кинематограф
- Вернер Херцог
- Ким Новак

#### Программа «Горизонты»
- Приз за лучший фильм —
- Приз за режиссуру —
- Специальный приз жюри —
- Приз лучшему актёру —
- Приз лучшей актрисе —
- Приз за лучший сценарий —
- Приз за лучший короткометражный фильм —